# Csahók István
Csahók István (Körmend, 1941. március 2. – Budapest, 2002. szeptember 6.) közgazdász, a Központi Statisztikai Hivatal Könyvtárának vezetője 1983 és 2002 között.

## Életútja
Szakmai pályafutását az Állami Biztosítónál kezdte és folytatta 1968-ig. Statisztikai hivatali tevékenysége a Gazdaságtudományi Kutatóintézetben indult, ahol 1968 és 1976 között tudományos kutatási területeken dolgozott. Később is elsősorban gazdaságstatisztikai kérdésekkel foglalkozott, de már hivatali szakstatisztikai főosztályokon, középvezetői beosztásokban. 1972-ben megszerezte a közgazdaság-tudomány kandidátusa fokozatot. Egy ideig Moszkvában, a KGST Statisztikai Állandó Bizottságának munkatársaként dolgozott a szervezet és a KSH, valamint a többi tagország statisztikai tevékenységének korszerűsítésén és harmonizációján. A KSH Könyvtár és Dokumentációs Szolgálat munkáját 1983 és 2002 között először igazgatóhelyettesi, majd igazgatói, 1985-től főigazgatói rangban irányította. 1996-tól tagja, 1997-től 2001-ig titkára volt a Magyar Tudományos Akadémia Statisztikai Bizottságának.

## Munkássága
Fontosabb kutatási területei a pénzügyi folyamatok, a biztosítási pénzalapképzés közgazdasági kérdései, a biztosítások sajátosságai és funkciói, valamint a gazdasági prognózisok készítésének módszerei voltak.

## Díjai, elismerései
1986-ban a Munka Érdemrend ezüst fokozatával ismerték el munkásságát, majd 1997-ben megkapta a hivatalos statisztikai szolgálat legmagasabb kitüntetését, a Fényes Elek-emlékérmet.